# Christine Adam
Pour les articles homonymes, voir Adam (homonymie).
Ne doit pas être confondu avec Christine Adams ou Marie-Christine Adam.
 (août 2016).
Si vous disposez d'ouvrages ou d'articles de référence ou si vous connaissez des sites web de qualité traitant du thème abordé ici, merci de compléter l'article en donnant les références utiles à sa vérifiabilité et en les liant à la section « Notes et références ».
Christine Adam est une illustratrice et enseignante française née en 1952 à Cherbourg.

## Biographie
Christine Adam a participé à de nombreux ouvrages pour la jeunesse, tant dans le domaine fiction (plusieurs titres chez Folio Junior/Gallimard et chez Casterman, que documentaire chez Hachette Jeunesse. Elle a également œuvré dans le domaine publicitaire, la presse, le film d'animation et le jeu interactif et éducatif[réf. nécessaire].
Enseignante en illustration et en animation à l’École supérieure d'arts graphiques Penninghen à Paris, Christine Adam développe à présent un univers personnel brodé autour du fil et de la mémoire[réf. nécessaire].

## Publications
- La Chasse au trésor, Nathan, coll. « Je compte de 1 à 12 », 1984.
- Yves Duteil, La Langue de chez nous, Nathan, 1986.
- Le Grand Quid Illustré, Robert Laffont, 1987.
- Le Dromadaire, avec Jean-Marc Pariselle, Éditions Larousse, 1988.
- Le Monde des singes, Rouge et Or, coll. « Explorons », 1989.
- Le Chêne, avec Caroline Picard, Hachette Jeunesse, coll. « Demi-Page », 1994.
- La Poule, Hachette Jeunesse, coll. « Demi-Page », 1995.
- Pili le dauphin, Nathan, coll. « La petite maison », 1995.
- La Rizière avec Stéphane Levallois, Hachette Jeunesse, coll. « Demi-Page », 1996.
- Le Griot, poète et musicien, Hachette Jeunesse, coll. « Demi-Page », 1997.
- Derrière le rideau de scène, Gallimard, coll. « Folio Junior », 1999.
- Lully de Chine en Chine, Gallimard, coll. « Folio Junior », 2000.
- Des premières fusées aux stations spatiales, De La Martinière jeunesse, coll. « La conquête spatiale », 2000.
- Bouddha et le bouddhisme, Casterman, coll. « Quelle histoire ! » , 2002.
- Nicolas et la super nova, Gallimard, coll. « Folio Junior », 2002.
- Fées et Dragons , Casterman, coll. « Encyclopédie du fantastique et de l'étrange », 2003.
- Sorcières et magiciens, Casterman, coll. « Encyclopédie du fantastique et de l'étrange », 2004.
- Fantômes et mystères, Casterman, coll. « Encyclopédie du fantastique et de l'étrange », 2005.
- Fées et autres bonnes dames, Casterman, coll. « Bibliothèque du Fantastique », 2006.
- Sorcières et autres jeteuses de sort, Casterman, coll. « Bibliothèque du Fantastique », 2007.
- Sirènes et autres dames des eaux, Casterman, coll. « Bibliothèque du Fantastique », 2008.